# Guara Norte
Guara Norte este o arie protejată (arie specială de conservare — SAC, sit de importanță comunitară — SCI) din Spania întinsă pe o suprafață de 12.763,01 ha, integral pe uscat.

## Localizare
Centrul sitului Guara Norte este situat la coordonatele 42°18′18″N 0°09′36″W / 42.305°N 0.159979°V.

## Înființare
Situl Guara Norte a fost declarat sit de importanță comunitară în ianuarie 1997 pentru a proteja 1 specie de plante și 16 specii de animale. Situl a fost protejat și ca arie specială de conservare în februarie 2021.

## Biodiversitate
Situată în ecoregiunile alpină și mediteraneană, aria protejată conține 14 habitate naturale: Pajiști alpine și subalpine calcaroase, Formațiuni stabile xerotermofile de Buxus sempervirens pe pante stâncoase (Berberidion p.p.), Peșteri inaccesibile publicului, Pajiști cu Molinia pe soluri calcaroase, turboase sau argilos-nămoloase (Molinion caeruleae), Pajiști umede mediteraneene cu ierburi înalte de Molinio-Holoschoenion, Păduri de fag din Europa Centrală dezvoltate pe sol calcaros cu Cephalanthero-Fagion, Păduri de Quercus ilex și Quercus rotundifolia, Fânețe de joasă altitudine (Alopecurus pratensis, Sanguisorba officinalis), Galerii de Salix alba și de Populus alba, Pante stâncoase calcaroase cu vegetație casmofită, Pajiști uscate seminaturale și facies de acoperire cu tufișuri pe substraturi calcaroase (Festuco-Brometalia) (* situri importante pentru orhidee), Lande oro-mediteraneene cu formațiuni endemice de grozamă, Păduri montane și subalpine de Pinus uncinata (* dezvoltate pe substrat gipsos sau calcaros), Formațiuni ierboase bogate în specii de Nardus, dezvoltate pe substraturi silicioase în zone montane (și în zone submontane, în Europa continentală).
La baza desemnării sitului se află mai multe specii protejate:
- plante (1): Buxbaumia viridis
- mamifere (7): liliac cârn (Barbastella barbastellus), Galemys pyrenaicus, vidră de râu (Lutra lutra), liliac cu aripi lungi (Miniopterus schreibersii), liliac cărămiziu (Myotis emarginatus), liliacul mare cu potcoavă (Rhinolophus ferrumequinum), liliacul mic cu potcoavă (Rhinolophus hipposideros)
- nevertebrate (7): Austropotamobius pallipes, croitorul mare al stejarului (Cerambyx cerdo), fluturele auriu (Euphydryas aurinia), Euplagia quadripunctaria, Graellsia isabellae, rădașcă (Lucanus cervus), Osmoderma eremita Complex
- pești (2): Achondrostoma arcasii, Parachondrostoma miegii

Pe lângă speciile protejate, pe teritoriul sitului au mai fost identificate 36 de specii de plante, 29 de specii de păsări, 4 specii de amfibieni, 5 specii de mamifere, 1 specie de nevertebrate, 2 specii de pești, 3 specii de reptile.